# قلعة زاربلاغ
قلعة زاربلاغ (بالفارسية: قلعه زاربلاغ) هي قلعة تاريخية تعود إلى عصر ميديون، وتقع في مقاطعة قم.